# Paula von Preradović
Paula von Preradović (12. října 1887 Vídeň – 25. května 1951), provdána jako Paula Molden, byla rakouskou spisovatelkou s chorvatskými kořeny.
Byla vnučkou chorvatského básníka Petra Preradovića. Narodila se ve Vídni, ale její rodina se v roce 1889 přestěhovala do chorvatského města Pula. Později žila v Kodani a pak opět ve Vídni. Provdala se za Ernsta Moldena a narodily se jí děti Fritz Molden (později novinový korespondent a editor) a Otto Molden (později bankéř).
V soutěži vyhlášené rakouskou vládou napsala v roce 1947 slova nové rakouské státní hymny Land der Berge, Land am Strome.
Říká se, že když se její syn Fritz Molden dozvěděl, že právě její slova vyhrála soutěž, tak napsal satirickou verzi pro pobavení rodiny, kde se obrací k Rakousku jinými slovy.
```
Land der Erbsen, Land der Bohnen,
Land der vier Besatzungszonen,
Wir verkaufen Dich im Schleich,
Viel geliebtes Oesterreich!
Und droben überm Hermannskogel
flattert froh der Bundesvogel!
```

Český překlad:
```
Země hrachu, země fazolí,
země čtyř okupačních zón,
prodáme tě na černém trhu,
drahé Rakousko!
A nad Hermannskogelem 
zatřepetá se vesele spolkový pták.
```

(Hermannskogel je nejvyšší kopec na území Vídně.)

## Dílo
Poezie:
- Dalmatinische Sonette, 1933
- Lob Gottes im Gebirge, 1936
- Ritter, Tod und Teufel, 1946

Próza:
- Pave und Pero, 1940
- Wiener Chronik, 1945
- Königslegende, 1950
- Die Versuchung des Columba, 1951
- Tagebuch, veröffentlicht, 1995